# Jessica Penne
Jessica Penne (Newport Beach, 30 gennaio 1983) è una lottatrice di arti marziali miste statunitense di origini italiane.
Combatte nella divisione dei pesi paglia per la promozione UFC.
In passato è stata la prima campionessa dei pesi atomo dell'organizzazione Invicta FC tra il 2012 ed il 2013.
È stata premiata Atomweight of the Year nel 2012 ai Women's Mixed Martial Arts Awards.
Il suo manager è la leggenda dell'UFC Tito Ortiz.

## Biografia
Jessica Penne è cresciuta nella contea di Orange, in California; il padre è italoamericano di seconda generazione e Jessica ha parenti a Torino, mentre la madre è nata in Germania e venne adottata da una famiglia di militari statunitensi.

## Caratteristiche tecniche
Jessica Penne è una cintura marrone di jiu jitsu brasiliano sotto gli insegnamenti di Lucas Leite: è difatti il grappling il suo pezzo forte, e spesso preferisce lavorare schiena a terra nel tentativo di intrappolare l'avversario in un triangolo o in una leva al braccio.
Durante il suo periodo come peso atomo poté sfruttare il vantaggio della notevole stazza e statura sulle avversarie, in particolare nello striking che comunque è di base ad un buon livello come dimostrano i suoi successi nello shoot boxing.

## Carriera nelle arti marziali miste

### Inizi
Jessica Penne inizia la propria carriera da professionista nella categoria dei pesi paglia affrontando e sconfiggendo la futura campionessa Legends MMA e FCF Sally Krumdiack nel 2006.
Nei successivi due anni migliora il proprio record con altre quattro vittorie, due di queste per sottomissione; tra le vittime la wrestler professionista giapponese Sumie Sakai.

### Bellator Fighting Championships
Grazie ad un record personale di 5-0 nel 2009 esordisce nella prestigiosa organizzazione Bellator, tra le poche promozioni statunitensi di rilievo che prevedessero delle divisioni femminili sotto ai pesi gallo.
Nel primo incontro sconfigge agevolmente per KO tecnico al primo round la modesta Tammie Schneider.
Lo stesso anno combatte anche un incontro in una promozione locale della Florida contro la pericolosa Angela Magaña, lottatrice che vantava vittime illustri come Jessica Aguilar: Penne sottomette la propria avversaria nel secondo round con uno strangolamento da dietro e mantiene la propria imbattibilità, portando il proprio record personale a 7-0.
Con un'ottima esperienza alle spalle nel 2010 può finalmente lottare per un titolo, in tal caso quello dei pesi paglia Bellator, messo in palio con un torneo ad eliminazione diretta al quale partecipano otto contendenti; Jessica viene subito eliminata ai quarti di finale dalla forte Zoila Frausto Gurgel, lottatrice dotata di un buon striking che successivamente, grazie anche a vittorie ai punti molto contestate su Jessica Aguilar e Megumi Fujii, vincerà il torneo e la cintura di campionessa.
Dopo tale sconfitta Jessica decide di scendere di categoria nei pesi atomo grazie alla sua ottima capacità di tagliare peso, divenendo una lottatrice di enorme stazza paragonata alle concorrenti nella nuova divisione di peso.
Successivamente sconfigge la top 10 Amy Davis per sottomissione e resta inattiva nelle MMA per tutto il 2011, anno durante il quale combatte e a sorpresa vince un incontro di shoot boxing contro la fuoriclasse giapponese Rena Kubota.

### Invicta Fighting Championships
Nel 2012 si unisce alla divisione dei pesi atomo nella neonata organizzazione statunitense Invicta FC, promozione solamente femminile che puntava a diventare la promozione di riferimento delle WMMA.
Esordisce nel primissimo evento Invicta FC 1 - Coenen vs. Ruyssen contro l'esperta e quotata Lisa Ellis, vincendo per KO tecnico nel primo round.
A quel punto Jessica venne scelta come contendente alla nuova cintura dei pesi atomo assieme all'imbattuta campionessa in carica Jewels Naho Sugiyama, considerata la lottatrice più forte del mondo in tale categoria; nell'incontro titolato la Penne fa valere la maggiore stazza fisica e pur soffrendo un po' l'avversaria riesce a sottometterla con uno strangolamento triangolare nel primo round e diviene la prima campionessa Invicta FC dei pesi atomo.
Nel 2013 non riuscì a difendere il proprio titolo contro la karateka Michelle Waterson, la quale riuscì in un grande upset sottomettendo l'esperta di Ju jitsu Jessica Penne durante la quarta ripresa; l'incontro venne premiato Fight of the Year ai Women's Mixed Martial Arts Awards del 2013.
Torna alla vittoria in luglio sottomettendo nel primo round Nicdali Rivera-Calanoc (record: 8-6) e ottenendo il riconoscimento Submission of the Night.
Dopo quella vittoria il contratto di Jessica che la legava all'Invicta FC terminò e nei primi mesi del 2014 l'atleta californiana prese la decisione di tornare nei pesi paglia nel tentativo di ottenere un posto nella prestigiosa UFC che quell'anno avrebbe aggiunto proprio la divisione fino alle 115 libbre grazie ad una nuova stagione del reality show The Ultimate Fighter: Penne prese parte ai provini per gli ultimi otto posti disponibili, e delle 36 atlete che presero parte ai try-out era una delle due presenti nei ranking dei top 10 assieme a Nina Ansaroff.

### Ultimate Fighting Championship
Nel luglio 2014 viene reso noto che Jessica Penne ebbe successo nei provini per il reality show The Ultimate Fighter 20, venendo quindi inclusa nella lista delle 16 atlete partecipanti.
Nel primo turno del torneo ha un rematch contro l'esperta Lisa Ellis (record: 15-8), incontro che Penne vince per sottomissione alla prima ripresa.
Nei quarti di finale fatica contro l'irlandese Aisling Daly (record: 14-5) e le due atlete vanno al terzo ed ultimo round, dove Jessica la spunta grazie ad un maggior controllo dell'avversario a terra e si qualifica per le semifinali.
In semifinale viene sconfitta dall'amica ed ex campionessa dei pesi paglia Invicta FC Carla Esparza in un incontro terminato ai cartellini dopo tre round.
Nel debutto ufficiale in UFC ottiene un'importante vittoria per decisione non unanime contro Randa Markos; al termine dell'evento entrambe le atlete vennero premiate con il riconoscimento Fight of the Night.
A maggio avrebbe dovuto affrontare Juliana Lima. Tuttavia, la UFC decise di dargli l'opportunità di affrontare la polacca Joanna Jędrzejczyk in un match valido per il titolo dei pesi paglia UFC il 20 giugno. La Penne venne dominata per la durata di tutto l'incontro, venendo sconfitta per KO tecnico al terzo round dopo una micidiale combinazione di ginocchiate e pugni. Entrambe le atlete ottennero il riconoscimento Fight of the Night.
Il 4 giugno del 2016 affrontò, all'evento UFC 199, Jéssica Andrade. Fin da subito la Penne si ritrovò in netta difficoltà di fronte alle superiori doti di striking da parte della Andrade. A metà della seconda ripresa, venne colpita ripetutamente da una serie di pugni finendo per perdere il match per KO tecnico.

### Risultati nelle arti marziali miste
Gli incontri segnati su sfondo grigio si riferiscono ad incontri di esibizione non ufficiali o comunque non validi per essere integrati nel record da professionista.
| Risultato | Record | Avversario             | Metodo                               | Evento                                 | Data              | Round | Tempo | Città                        | Note                                                  |
| --------- | ------ | ---------------------- | ------------------------------------ | -------------------------------------- | ----------------- | ----- | ----- | ---------------------------- | ----------------------------------------------------- |
| Vittoria  | 14-5   | Karolina Kowalkiewicz  | Sottomissione (armbar)               | UFC 265: Lewis vs. Gane                | 7 agosto 2021     | 1     | 4:32  | Houston, Stati Uniti         |                                                       |
| Vittoria  | 13-5   | Lupita Godinez         | Decisione (non unanime)              | UFC on ESPN: Whittaker vs. Gastelum    | 17 aprile 2021    | 3     | 5:00  | Las Vegas, Stati Uniti       |                                                       |
| Sconfitta | 12-5   | Danielle Taylor        | Decisione (unanime)                  | UFC Fight Night: Swanson vs. Lobov     | 22 aprile 2017    | 3     | 5:00  | Nashville, Stati Uniti       |                                                       |
| Sconfitta | 12-4   | Jéssica Andrade        | KO Tecnico (pugni)                   | UFC 199: Rockhold vs. Bisping 2        | 4 giugno 2016     | 2     | 2:56  | Inglewood, Stati Uniti       |                                                       |
| Sconfitta | 12-3   | Joanna Jędrzejczyk     | KO Tecnico (pugni e ginocchiata)     | UFC Fight Night: Jędrzejczyk vs. Penne | 20 giugno 2015    | 3     | 4:22  | Berlino, Germania            | Per il titolo dei Pesi Paglia UFC, Fight of the Night |
| Vittoria  | 12-2   | Randa Markos           | Decisione (non unanime)              | The Ultimate Fighter 20 Finale         | 12 dicembre 2014  | 3     | 5:00  | Las Vegas, Stati Uniti       | Debutto in UFC                                        |
| Sconfitta | NU     | Carla Esparza          | Decisione (unanime)                  | The Ultimate Fighter 20                | 10 dicembre 2014  | 3     | 5:00  | Las Vegas, Stati Uniti       | Torneo dei Pesi Paglia TUF 20, Semifinale             |
| Vittoria  | NU     | Aisling Daly           | Decisione (unanime)                  | The Ultimate Fighter 20                | 26 novembre 2014  | 3     | 5:00  | Las Vegas, Stati Uniti       | Torneo dei Pesi Paglia TUF 20, Quarti di finale       |
| Vittoria  | NU     | Lisa Ellis             | Sottomissione (rear naked choke)     | The Ultimate Fighter 20                | 24 settembre 2014 | 1     | 3:47  | Las Vegas, Stati Uniti       | Torneo dei Pesi Paglia TUF 20, Primo turno            |
| Vittoria  | 11-2   | Nicdali Rivera-Calanoc | Sottomissione (rear naked choke)     | Invicta FC 6: Coenen vs. Cyborg        | 13 luglio 2013    | 1     | 4:57  | Kansas City, MO, Stati Uniti |                                                       |
| Sconfitta | 10-2   | Michelle Waterson      | Sottomissione (armbar)               | Invicta FC 5: Penne vs. Waterson       | 5 aprile 2013     | 4     | 2:31  | Kansas City, MO, Stati Uniti | Perde il titolo dei Pesi Atomo Invicta FC             |
| Vittoria  | 10–1   | Naho Sugiyama          | Sottomissione (triangolo)            | Invicta FC 3: Penne vs. Sugiyama       | 6 ottobre 2012    | 2     | 2:20  | Kansas City, KS, Stati Uniti | Vince il titolo dei Pesi Atomo Invicta FC             |
| Vittoria  | 9–1    | Lisa Ellis             | KO Tecnico (pugni)                   | Invicta FC 1: Coenen vs. Ruyssen       | 28 aprile 2012    | 3     | 2:48  | Kansas City, KS, Stati Uniti | Debutto in Invicta FC                                 |
| Vittoria  | 8–1    | Amy Davis              | Sottomissione (rear naked choke)     | The Cage Inc.: Battle at the Border 7  | 19 novembre 2010  | 1     | 4:12  | Hankinson, Stati Uniti       | Passa ai Pesi Atomo                                   |
| Sconfitta | 7–1    | Zoila Frausto Gurgel   | Decisione (unanime)                  | Bellator XXV                           | 19 agosto 2010    | 3     | 5:00  | Chicago, Stati Uniti         | Torneo dei Pesi Paglia Bellator III, Quarti di finale |
| Vittoria  | 7–0    | Angela Magaña          | Sottomissione (rear naked choke)     | Action Fight League: Rock-N-Rumble     | 25 settembre 2009 | 2     | 4:10  | Hollywood, Stati Uniti       |                                                       |
| Vittoria  | 6–0    | Tammie Schneider       | KO Tecnico (pugni)                   | Bellator V                             | 1º maggio 2009    | 1     | 1:35  | Dayton, Stati Uniti          | Debutto in Bellator                                   |
| Vittoria  | 5–0    | Alicia Gumm            | Decisione (unanime)                  | RMBB: Caged Vengeance                  | 8 novembre 2008   | 3     | 5:00  | Sheridan, Stati Uniti        |                                                       |
| Vittoria  | 4–0    | Heather Basquil        | Decisione (unanime)                  | Fist Series: WinterFist 2008           | 20 febbraio 2008  | 3     | 3:00  | Irvine Marriott, Stati Uniti |                                                       |
| Vittoria  | 3–0    | Sumie Sakai            | Sottomissione (armbar)               | FFF 2: Girls Night Out                 | 14 luglio 2007    | 3     | 0:33  | Compton, Stati Uniti         |                                                       |
| Vittoria  | 2–0    | Brandy Nerney          | Sottomissione (rear naked choke)     | FFF 1: Asian Invasion                  | 17 febbraio 2007  | 1     | 1:20  | Los Angeles, Stati Uniti     |                                                       |
| Vittoria  | 1–0    | Sally Krumdiack        | Sottomissione (triangolo di braccio) | HOOKnSHOOT: The Women Return           | 18 novembre 2006  | 1     | 4:20  | Evansville, Stati Uniti      |                                                       |